# Frank Doubleday (attore)
Frank Doubleday (Norwich, 28 gennaio 1945 – Los Angeles, 3 marzo 2018) è stato un attore statunitense.

## Biografia
Conosciuto per aver recitato vari ruoli da "cattivo", sia al cinema che in varie serie TV, dalla metà degli anni settanta fino agli inizi degli anni novanta, debuttò in The First Nudie Musical (1976), dove interpretava un bandito punk aggressivo. Raggiunge il picco della sua carriera con due film di John Carpenter: Distretto 13 - Le brigate della morte (1976), dove fa la parte di un boss di una gang di strada, e 1997: Fuga da New York, in cui interpreta Romero, uno dei servi del "Duca" (interpretato da Isaac Hayes).

## Vita privata
Era sposato con l'attrice Christina Hart, da cui ha avuto due figlie, Kaitlin e Portia, entrambe attrici.

## Filmografia parziale

### Cinema
- La zingara di Alex (Alex & the Gipsy), regia di John Korty (1976)
- The first nudie musical, regia di Bruce kimmel e Mark haggard (1976)
- Distretto 13 - Le brigate della morte (Assault on Precinct 13), regia di John Carpenter (1976)
- Abar (Abar, the First Black Superman), regia di Frank Packard (1977)
- A Killing Affair, regia di Richard C. Sarafian (1977)
- Moses Wine detective (The Big Fix), regia di Jeremy Kagan (1978)
- Il ritorno di Butch Cassidy & Kid (Butch and Sundance: The Early Days), regia di Richard Lester (1979)
- 1997: Fuga da New York (Escape from New York), regia di John Carpenter (1981)
- Angel Killer II - La vendetta (Avenging Angel), regia di Robert vincent O'Neil (1985)
- Space Rage, regia di Conrad E. Palmisano (1985)
- Nomads, regia di John McTiernan (1986)
- Dentro la notizia - Broadcast News (Broadcast News), regia di James L. Brooks (1987)
- Longarm, la pistola più veloce del west (Longarm), regia di Virgil W. Vogel (1988)
- L.A. Bounty, regia di Worth Keeter (1989)
- Dollman, regia di Albert Pyun (1991)
- Shakespeare's Plan 12 from Outer Space, regia di Spike Stewart (1991)

### Televisione
- Lucas Tanner – serie TV, episodio  1x20 (1975)
- Sulle strade della California (Police Story) – serie TV, episodio 3x08 (1975)
- Racconti della frontiera (The Quest) – serie TV, episodio 1x05 (1976)
- Starsky & Hutch  – serie TV, episodio 2x14 (1977)
- Wonder Woman (serie televisiva) – serie TV, episodio 3x02 (1978)
- Charlie's Angels – serie TV, episodio 3x10 (1978)

- L'incredibile Hulk (The Incredible Hulk) – serie TV, episodio 4x07 (1981)
- Storie incredibili (Amazing Stories) – serie TV, episodio 2x14 (1987)